# Lista över justitieombudsmän i Sverige

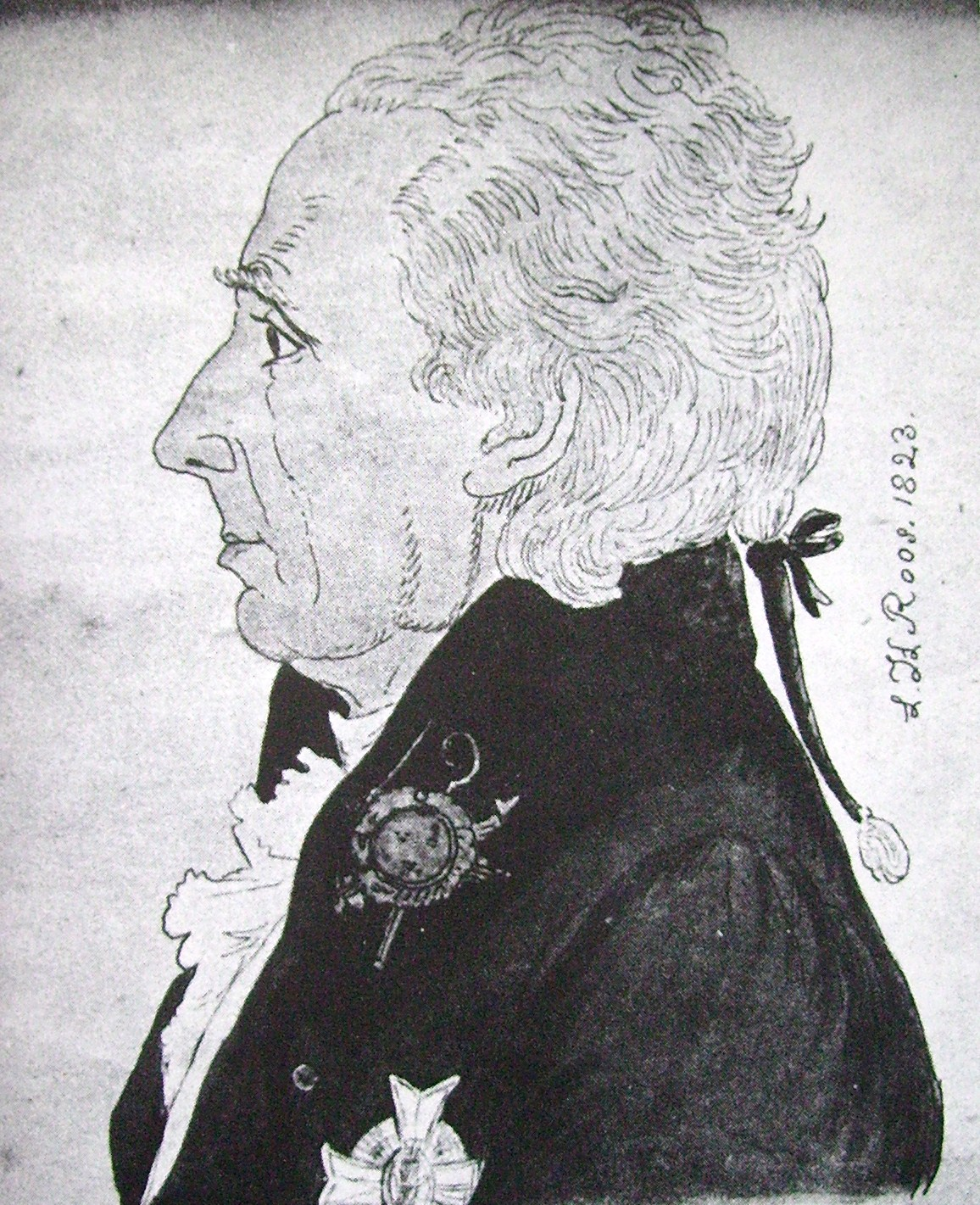
Sveriges förste justitieombudsman, Lars Augustin Mannerheim, även kallad ”Rikspiskan”.

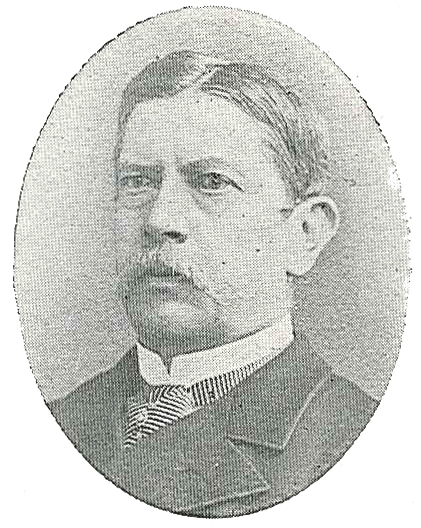
Eskilander Thomasson, justitieombudsman 1886–1889.

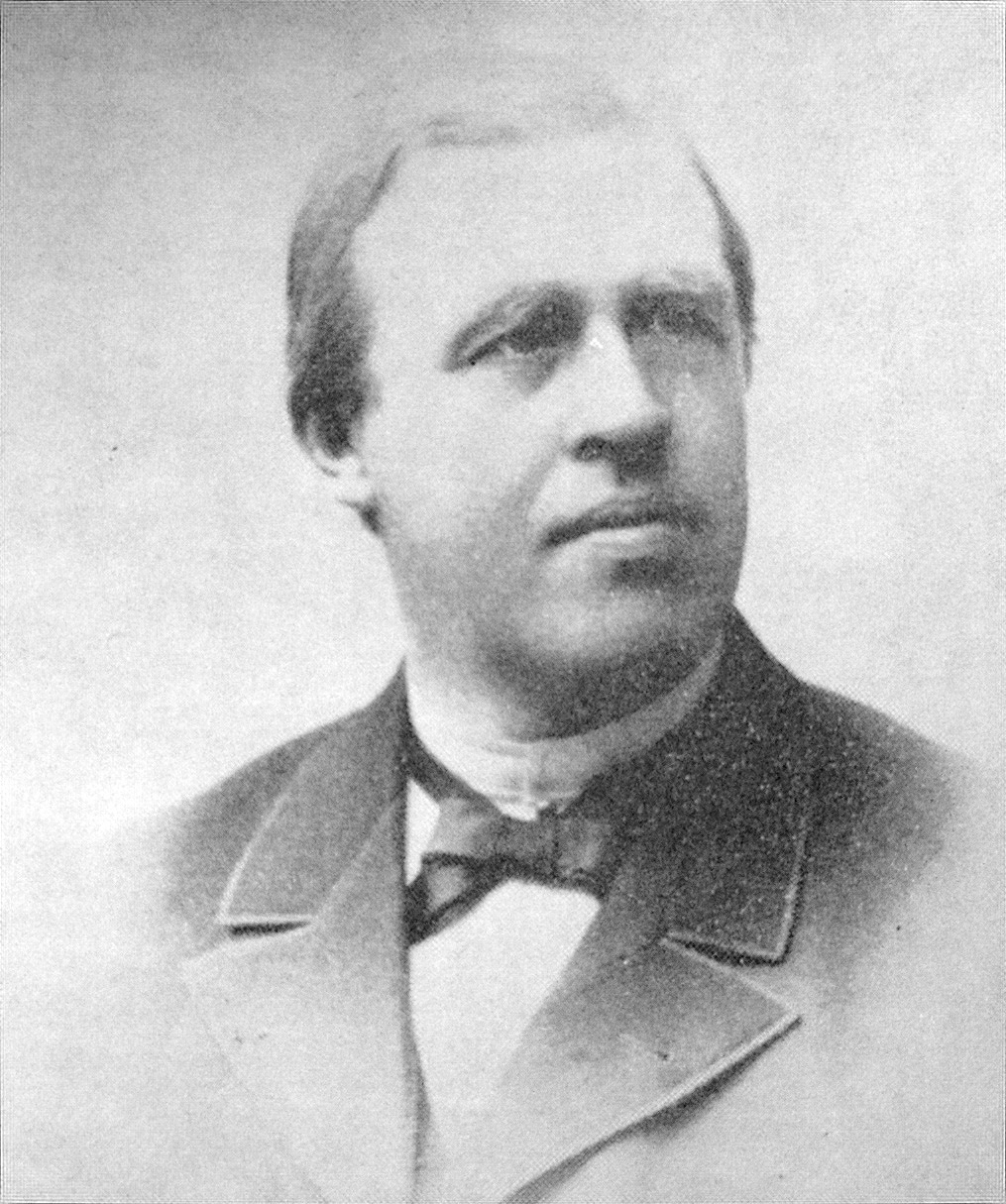
Nils Claëson, justitieombudsman 1889–1892.

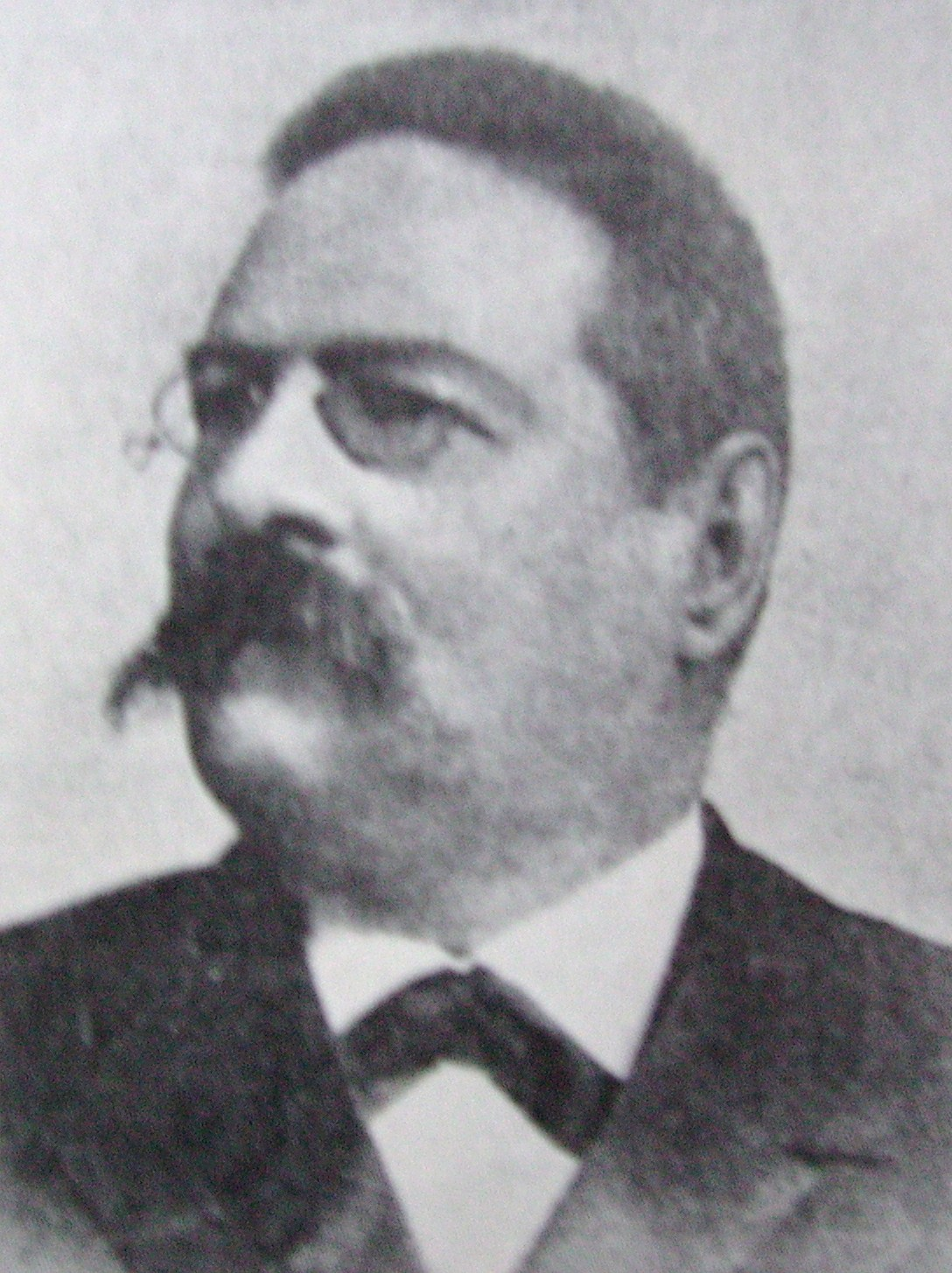
Ossian Berger, justitieombudsman 1898–1902 och 1913–1914.

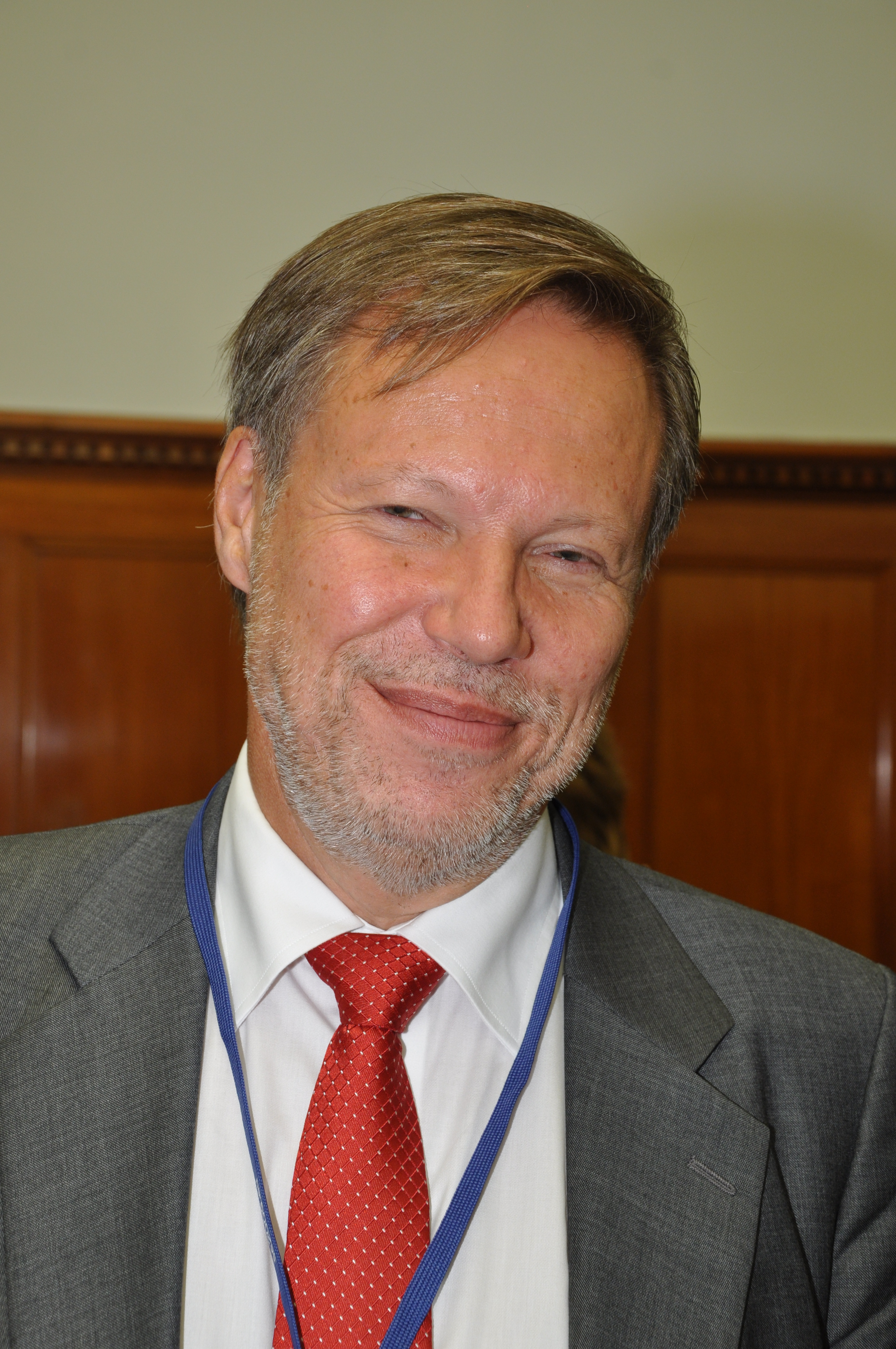
Mats Melin, justitieombudsman 2004–2011.

Detta är en lista över ordinarie och ställföreträdande justitieombudsmän i Sverige. Ursprungligen fanns bara en ämbetsinnehavare åt gången. Antalet justitieombudsmän utökades 1968 till tre och 1976 till fyra.

## Justitieombudsmän
- 1809–1823: Lars Augustin Mannerheim
- 1823: Casper Ehrenborg
- 1823–1834: Carl Peter Törnebladh
- 1834: Per Niclas Poignant
- 1834–1848: Carl Ludvig Landin
- 1848–1857: Sven Lorens Theorell
- 1857: Pehr Erik Bergfalk
- 1857: Johan August Södergren
- 1857–1858: Gerhard Lagerstråle
- 1858–1861: Carl Wester
- 1861–1884: Nils August Fröman
- 1884–1886: Wilhelm Lothigius
- 1886–1889: Eskilander Thomasson
- 1889: Wilhelm Huss
- 1889–1892: Nils Claëson
- 1892: Albert Lilienberg
- 1892–1897: Axel Thollander
- 1897: Hugo Boman
- 1897–1898: Gustaf Ribbing
- 1898–1902: Ossian Berger
- 1902–1906: Carl Leijonmarck
- 1906–1913: Berndt Hasselrot
- 1913–1914: Ossian Berger
- 1914–1915: Axel Östergren
- 1915–1918: Viktor Petrén
- 1918–1925: Nils Lilienberg
- 1925–1929: Erik Geijer
- 1929–1933: Seve Ellenius Ekberg
- 1933–1935: Ragnar Gyllenswärd
- 1935–1944: Nils Ljunggren
- 1944–1956: Folke Rudewall
- 1956–1972: Alfred Bexelius
- 1968–1969: Hugo Henkow
- 1968–1978: Ulf Lundvik
- 1969–1976: Gunnar Thyresson
- 1972–1976: Bertil Wennergren
- 1976–1979: Leif Ekberg
- 1976–1980: Karl-Erik Uhlin
- 1976–1990: Anders Wigelius
- 1978–1987: Per-Erik Nilsson
- 1979–1987: Sigvard Holstad
- 1980–1987: Tor Sverne
- 1987–2003: Claes Eklundh – chefs-JO
- 1987–1996: Gunell Norell-Söderblom
- 1987–1992: Hans Ragnemalm
- 1989: Per Anclow
- 1990–2002: Jan Pennlöv
- 1992–1996: Stina Wahlström
- 1996–1999: Rune Lavin
- 1997: Susanne Knöös
- 1998–2010: Kerstin André
- 1999–2007: Nils-Olof Berggren
- 2002–2004: Anna-Karin Lundin
- 2004–2011: Mats Melin – chefs-JO
- 2005–2012: Cecilia Nordenfelt – chefs-JO 2011–2012
- 2008–2013: Hans-Gunnar Axberger
- 2011–2016: Lilian Wiklund
- 2011–2019: Lars Lindström
- 2012–2016: Elisabet Fura – chefs-JO
- 2013–2019: Cecilia Renfors
- 2016–2021: Elisabeth Rynning – chefs-JO
- 2016–2017: Stefan Holgersson
- 2018–: Thomas Norling
- 2019–: Katarina Påhlsson
- 2019–: Per Lennerbrant
- 2021–: Erik Nymansson – chefs-JO

### Ställföreträdande justitieombudsmän
- 1942–1944: Folke Rudewall
- 1944–1948: Nils Beckman
- 1948–1949: Sven Romanus
- 1949–1956: Alfred Bexelius
- 1956–1961: Ulf Lundvik
- 1961–1964: Holger Nordqvist
- 1964–1968: Bengt Sandström
- 1968–1969: Gunnar Thyresson
- 1968–1972: Gustav Petrén
- 1969–1972: Bertil Wennergren
- 1972–1976: Anders Wigelius
- 1972–1976: Tor Sverne
- 1996–2003: Gunell Norell-Söderblom
- 1997–2005: Leif Ekberg
- 2004–2012: Jan Pennlöv
- 2005–2016: Hans Ragnemalm
- 2012–: Cecilia Nordenfelt